# Premio Cavour
Il Premio Camillo Cavour è un'onorificenza assegnata ogni anno dalla Fondazione Cavour e dalla Associazione Amici della Fondazione Cavour ad una personalità che si è particolarmente distinta in campi quali la politica, le arti, la cultura e la divulgazione. 
Il premio consiste nell'esatta copia in oro degli occhiali che Camillo Benso Conte di Cavour era solito usare. 

## Elenco vincitori
- Carlo Azeglio Ciampi, 2007;
- Umberto Veronesi, 2008;
- Piero Angela, 2009;
- Carla Fracci, 2010;
- Angelo Vassallo in memoriam, 2011;
- Carlo Petrini, 2012;
- Bruno Ceretto, 2013;
- Brunello Cucinelli, 2014;
- Marina Militare, 2015;
- Mario Draghi, 2016;
- Samantha Cristoforetti, 2017;
- Giovanni Soldini, 2018;
- Corpo Nazionale dei Vigili del Fuoco, 2019;
- Giovanni Minoli, 2020;
- Romano Prodi, 2021;
- Renato Brunetta, 2022;
- Antonio Patuelli, 2023;